# Intendencia de Puno
La intendencia de Puno o provincia de Puno fue una de las divisiones territoriales del Imperio español en la región del Collao en el virreinato del Perú, al que se integró por real cédula del 1 de febrero de 1796 al ser separada del virreinato del Río de la Plata. Fue creada en 1784 y subsistió en manos españolas hasta el 27 de diciembre de 1824 cuando el brigadier Pablo Echevarría entregó la ciudad de San Carlos de Puno al general Rudecindo Alvarado. Desde entonces pasó a constituir el departamento de Puno dentro de la República del Perú.

## Historia
El virrey Francisco Álvarez de Toledo el 22 de diciembre de 1574 reorganizó los corregimientos del Perú, poniendo bajo jurisdicción del corregidor de La Paz a los corregimientos de indios de Chucuito y de Paucarcolla, y del corregidor del Cuzco a los de Collasuyo del Collao (Azángaro), Urcosuyo en el Collao (Lampa) y Carabaya. La población de Puno recibió el título de villa y de cabecera de la provincia de Paucarcolla el 4 de noviembre de 1668 al otorgársela el virrey del Perú Pedro Antonio Fernández de Castro. 
En 1776 pasaron a integrar el Virreinato del Río de la Plata los corregimientos de indios de Carabaya, Lampa, Azángaro, y Paucarcolla y el gobierno de Chucuito.
Cuando el 28 de enero de 1782 el rey Carlos III promulgó la "Real Ordenanza para el establecimiento e instrucción de intendentes de ejército y provincia en el Virreinato de Buenos Aires", los territorios que luego constituirían la intendencia de Puno, fueron incluidos dentro de la intendencia de La Paz como partidos de Paucarcolla, Chucuito, Lampa, Azángaro, y Carabaya.
Al finalizar la rebelión de Túpac Amaru II, y a propuesta del virrey Juan José de Vértiz y Salcedo y del superintendente Francisco de Paula Sanz del 31 de diciembre de 1783, el rey creó la intendencia de Puno, segregando de la de La Paz los partidos (o subdelegaciones) de: Chucuito, Lampa, Azángaro, Carabaya, y Paucarcolla. Con este último se formó la capital de la intendencia con sede en la villa San Carlos de Puno, que fue elevada a ciudad el 14 de octubre de 1805. La razón principal por la cual se creó la intendencia de Puno fue que la Intendencia de La Paz abarcaba un territorio muy extenso.
La fecha de creación de la intendencia de Puno es discutida por diversos autores, prevaleciendo la opinión de que fue creada el 5 de junio de 1784. El 14 de junio de 1784 mediante una real orden le fue comunicado al virrey Vértiz la designación de José Reseguín como primer gobernador intendente de Puno.
Los partidos de Lampa, Azángaro y Carabaya estaban en el distrito de la Real Audiencia de Charcas y del obispado del Cuzco, mientras que los de Chucuito y Paucarcolla lo estaban de la misma audiencia y del obispado de La Paz.
Partido de Paucarcolla (Guancané o Puno Capital), con cabecera en el pueblo de Guancané, fue recreado en 1793 para los indígenas de la villa de Puno.
Los pueblos comprendidos dentro de la intendencia fueron los siguientes:
- Partido de Chucuito: (con cabecera en la ciudad de Chucuito), Pichacani y San Antonio de Esquilache.
- Partido de Paucarcolla o Puno: (con cabecera en el pueblo de Huancané), Paucarcolla, Coata, Capachica, Vilque Chiquito, Moho, Conima, Charaque y Tiquillaca.
- Partido de Lampa: (con cabecera en el pueblo de Lampa), Vilque, Maflazo, Cabana, Cabanilla, Caracoto, Hatuncolla, Pucará, Ayaviri, Orurillo, Nuñoa, Santa Rosa, Macan, Cupi, Ayaviri, Umachiri, Yalli, Calapuja y Nicasio.
- Partido de Azángaro: (con cabecera en el pueblo de Azángaro), Asillo, Putina, Ácora, İlave, Juli, Pomata, Yunguyo, Zepita, Desaguadero, Arapa, Caminaca, Pusi, Samán, Taraco, Santiago de Pupuja, Chupa, Muflani, Poto y Achaya.
- Partido de Carabaya: (con cabecera en el pueblo del Crucero), Coas, Usicayos, Sandia, Quiaca, Para, Ayupata, Macusani, Luata, Ollachea, Cuiu-Cuyu, Patanbuco y Corani.

Al crearse la Real Audiencia del Cuzco en 1787, los partidos de Lampa, Azángaro y Carabaya, pasaron a integrar su distrito. Una real cédula del 1 de febrero de 1796 incorporó la intendencia de Puno al Virreinato del Perú, pasando los partidos de Chucuito y Paucarcolla a la jurisdicción de la Real Audiencia del Cuzco.
El decreto del 26 de abril de 1822 ordenó que el nuevo departamento de Puno eligiera 6 diputados titulares y 3 suplentes para el primer Congreso del Perú, pero no pudo efectuarse por continuar la intendencia en manos realistas hasta después de la batalla de Ayacucho. El 16 de junio de 1822 fue creada la diputación provincial de Puno, sin abolir la intendencia, que cesionó hasta el 27 de febrero de 1824.
| Partido  | Cabecera          |
| -------- | ----------------- |
| Chucuito | Chucuito          |
| Puno     | Huancané          |
| Lampa    | Santiago de Lampa |
| Azángaro | Azángaro          |
| Carabaya | Crucero           |

## Intendentes

### Período del Virreinato del Río de la Plata
- José de Reseguín(14 de junio de 1784-6 de agosto de 1788)
- José Joaquín Contreras (6 de agosto de 1788-1790)
- Francisco José de Mesa Ponte y Castillo (1 de enero de l79O-1795)
- José Antonio de Campos (1795-1796)

### Período del Virreinato del Perú
- Tomás de Samper (1 de enero de 1796-31 de marzo de 1801).
- Ignacio Maldonado (31 de marzo dc 1801-17 de diciembre de 1801).
- José González de Navarra y Montoya (18 de septiembre de 1801-30 de junio de 1806).
- Manuel Químper Benítez del Pino (1 de noviembre de 1806-finales de enero de 1810).
- Diego Antonio Nieto (1 de febrero de 1810-22 de marzo de 1810).
- Mariano Agustín del Carpio (22 de marzo de 1810-12 de julio de 1810).
- Manuel Quimper Benítez del Pino (13 de julio de 1810-14 de agosto de 1814).
- Manuel Velarde (14 de agosto de 1814-noviembre de 1814). Gobierno revolucionario.
- Martín de Rivarola (noviembre de 1814-mayo de 1815).
- Francisco de Paula González (1815).
- Narciso Urce Besagoitía. Natural del pueblo de Lampa (1816).
- Tadeo Gárate (22 de enero de 1817-fines de diciembre de 1824).
- Pablo Echevarría (fines de diciembre de 1824-27 de diciembre de 1824). Interino.